# انجام نشده
انجام نشده (به انگلیسی: undone) یک سریال انیمیشنی در ژانر کمدی-درام است که در سال ۲۰۱۹ توسط رافائل باب-واکسبرگ کارگردانی شده‌است.
همچنین این سریال توسط سرویس ویدئویی آمازون پخش شده‌است.
از بازیگران این سریال میتوان به رزا سلزار، آنجلیک کابرال،کنستانس ماری و داوید دایگز اشاره کرد.

## خلاصه داستان
این سریال داستان دختری به نام آلما (رزا سلزار) را روایت میکند که پس از تصادفی هولناک که نزدیک به مرگش میشود توانایی رابطه با زمان را پیدا میکند و از این رابطه برای کشف حقیقت در مورد مرگ پدرش استفاده میکند و...

## بازیگران
| بازیگر          | نقش                 |
| --------------- | ------------------- |
| رزا سلزار       | آلما وینوگراد-دیاز  |
| آنجلیک کابرال   | بکا وینوگراد-دیاز   |
| کنستانس ماری    | کامیلا مادر آلما    |
| باب اودنکرک     | جیکوب وینوگراد-دیاز |
| سیدهارث دنانجای | سام نامزد آلما      |
| داوید دیگز      | رییس مهدکودک        |